# Dark Matters (The Rasmus)
Pour les articles homonymes, voir Dark matter.
Albums de The Rasmus
The Rasmus
(2012) Rise
(2022)
Dark Matters est le neuvième album du groupe finlandais de rock, The Rasmus.

## Liste des titres
| No  | Titre                 | Durée |
| --- | --------------------- | ----- |
| 1.  | Paradise              | 3:40  |
| 2.  | Something in the Dark | 3:30  |
| 3.  | Wonderman             | 3:32  |
| 4.  | Nothing               | 3:43  |
| 5.  | Empire                | 3:32  |
| 6.  | Crystalline           | 3:14  |
| 7.  | Black Days            | 3:36  |
| 8.  | Silver Night          | 3:35  |
| 9.  | Delirium              | 3:22  |
| 10. | Dragons into Dreams   | 3:33  |
| 11. | Teardrops             | 3:14  |
| 12. | Supernova             | 3:20  |
| 13. | Drums                 | 3:15  |
| 14. | Holy Grail            | 3:05  |